# Cawdor thánjainak listája

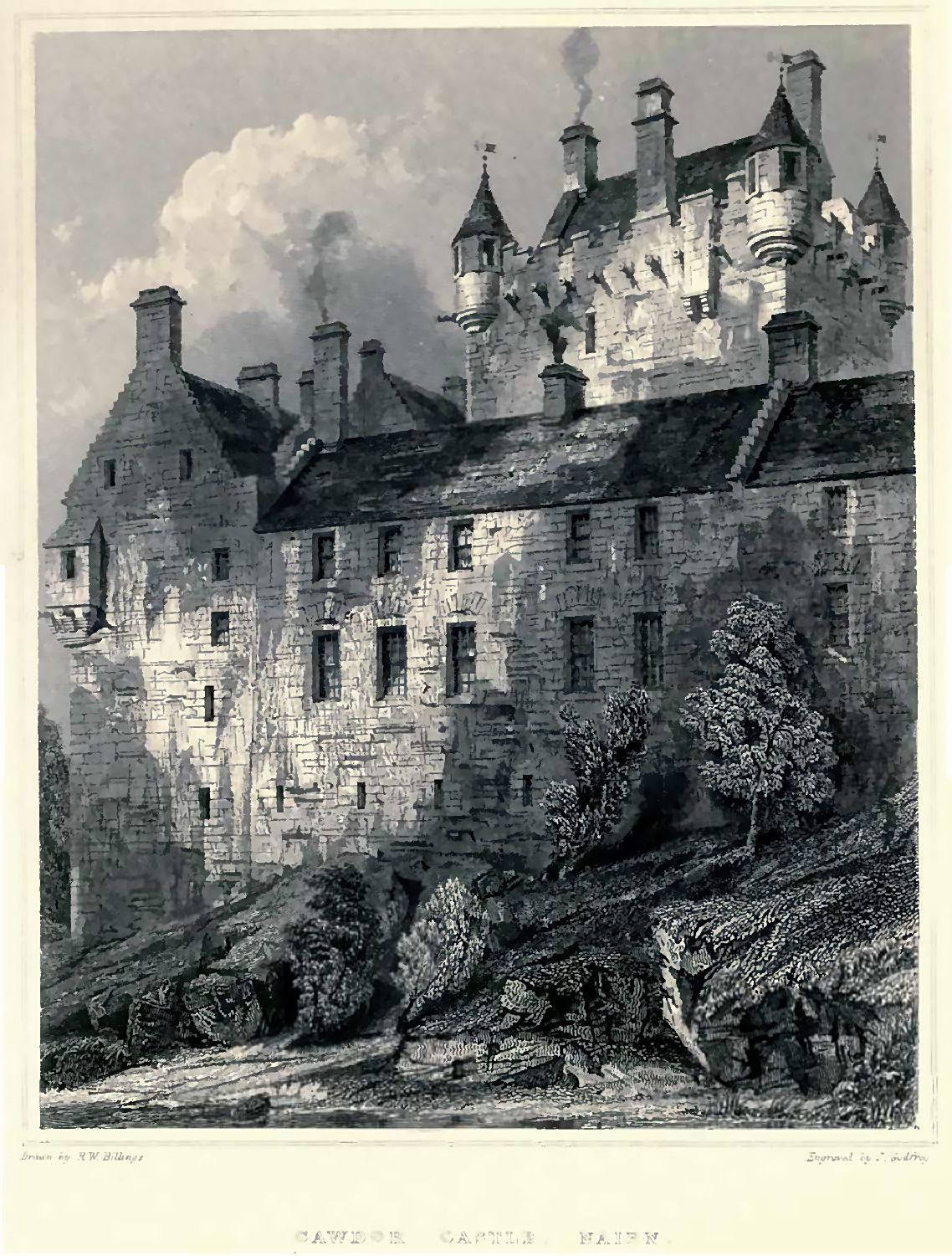
Cawdor kastély (1901)

Cawdor thánjai angolul: thane of Cawdor középkori kelet-skóciai Campbell of Cawdor nemzetségben elöljárói cím. Az újkorban Cawdor thánjait beemelték a brit arisztokrációba, 1796-tól Cawdor bárói (Baron Cawdor), 1827-től Cawdor grófjai (Earl Cawdor of Castlemartin).

## Történelmük
Szállásterületük főhelye Cawdor (skót gael nyelven: Caladar) falu és egyházközség a Skót-felföldön. A falu 5 km-re délnyugatra fekszik Nairn és 12 km-re Inverness városától. A faluban található a Cawdor kastély, a Cawdor grófok székhelye.
William Shakespeare Macbeth című drámájában a címszereplő Cawdor thánjává válik, ám ennek történelmi hitelessége igen kétséges.
Cawdor thánjai sorában John Campbell alsóházi képviselő (1753–1821) 1796-ban bárói rangot (Baron Cawdor) rangot kapott. Fiát John Frederick Campbell-t (1790–1860), Cawdor II. báróját, 1827-ben grófi rangra emelték (Earl Cawdor of Castlemartin).

## Cawdor újkori thánjainak listája
- Hugh Campbell (1625 körül – 1716. március 11.), Cawdor 15. thánja[1]
- Alexander Archibald Campbell (1629. február 26. – 1685. június 30.), Cawdor 16. thánja[2]
- John Campbel („az örömtelen”) (1695 – 1768. december 14.), Cawdor 18. thánja.[3]
- John Hook Campbell (1753 körül – 1821), Cawdor 19. thánja.[4]
- John Frederick Campbell (1790. november 8. – 1860. november 7.), Cawdor 20. thánja[5]
- John Frederick Vaughan Campbell (1817. június 11. – 1898. március 29.), Cawdor 21. thánja[6]
- Frederick Archibald Vaughan Campbell (1847. február 13. – 1911. február 8.), Cawdor 22. thánja[7]
- Hugh Frederick Vaughan Campbell (1870. június 21. – 1914. január 7.), Cawdor 23. thánja[8]
- John Duncan Vaughan Campbell (1900. május 17. – 1970.) Cawdor 24. thánja
- Hugh John Vaughan Campbell (1932. szeptember 6. – 1993. június 20.), Cawdor 25. thánja
- Colin Campbell  Cawdor 26. thánja (1962. június 30.)